# Haut-Poitou
 (janvier 2019).
Si vous disposez d'ouvrages ou d'articles de référence ou si vous connaissez des sites web de qualité traitant du thème abordé ici, merci de compléter l'article en donnant les références utiles à sa vérifiabilité et en les liant à la section « Notes et références ».
Pour le vin, voir Haut-Poitou (AOC).

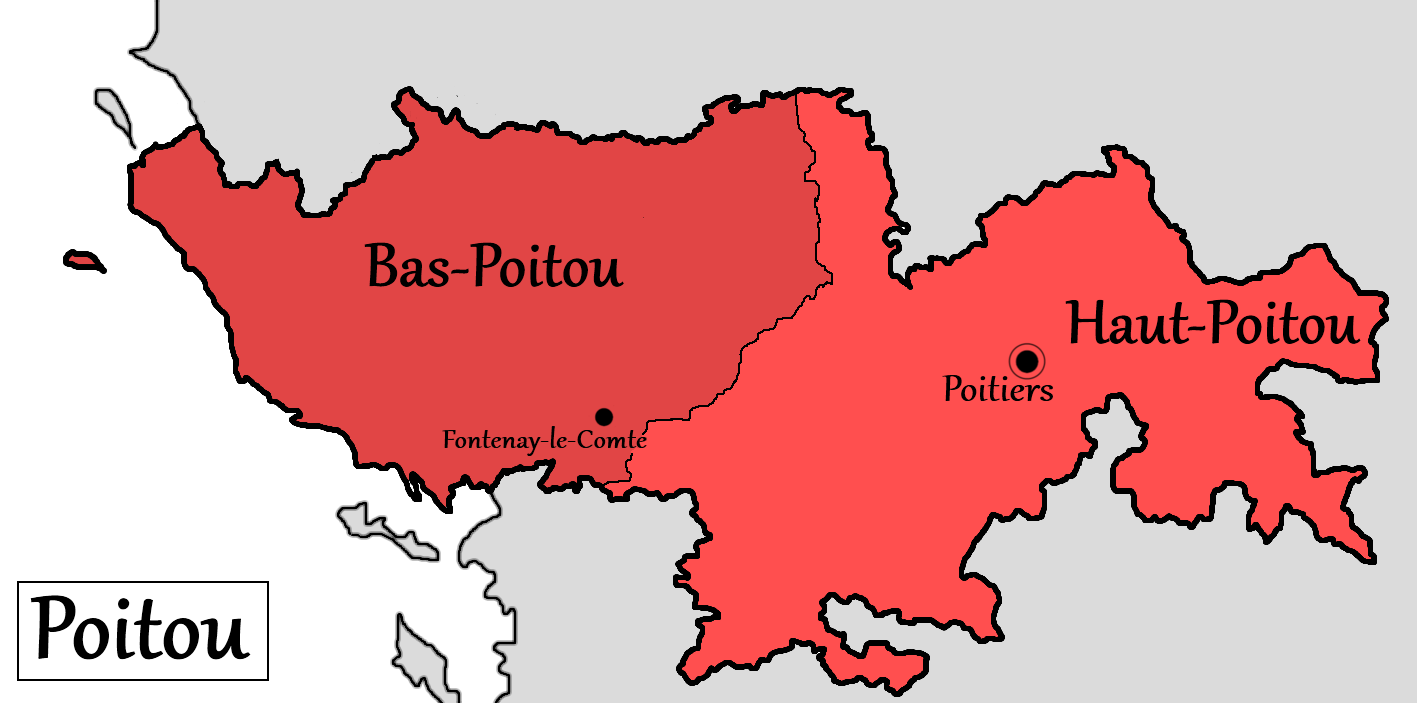
Situation du Haut-Poitou dans le Poitou.

Blason de Melle D'azur à trois pièces de monnaie ancienne d'argent

Le Haut-Poitou est l'ancienne division orientale du Poitou.
Le Haut-Poitou comprend les départements actuels de la Vienne et d'une partie de l'est des Deux-Sèvres, le Bas-Poitou étant formé de l'actuel département de la Vendée et de la partie ouest des Deux-Sèvres.

## Définition
Le Haut-Poitou est une partie du gouvernement militaire du Poitou créée par un arrêt du Conseil du roi de France du 26 avril 1670. Par opposition au Bas-Poitou, il est alors défini à l’est d'une ligne de démarcation établie entre Coulonges-sur-l'Autize et Saint-Martin-de-Sanzay suivant le cours de l'Autize et du Thouet. Sa capitale, située à Poitiers, accueille l’un des deux lieutenants généraux du gouvernement, l'autre étant à Fontenay-le-Comte.

## Géographie

### Géologie

Carte géologique du nord-ouest de la France. Haut-Poitou en bas de carte.

Situé dans la partie sud-est du Massif armoricain, au sud-ouest du Bassin parisien et au nord-ouest du Massif central, Le Mellois est devenu une région naturelle de France.

## Histoire

Le poitevin appartient à la famille des langues d'oïl.

L'implantation humaine est très ancienne dans le Poitou, les chasseurs-cueilleurs de la Préhistoire, au Néolithique il y a 7 000 ans, au début du Ve millénaire avant notre ère.
À Bougon, au sud-est des Deux-Sèvres, les premiers villages dans l'Ouest de la France se fixent pour pratiquer l'agriculture. Ils y laissent des vestiges, la nécropole la plus ancienne de la façade atlantique, voire d'Europe, sous forme de tumuli au nombre de six qui ont été réutilisés au fil des millénaires, au IVe et IIIe millénaires notamment. Des apports réguliers et successifs de peuples Indo-Européens augmentent ensuite la population, dont les Celtes, qui sont les Gaulois jusqu'à l'Empire romain.
Formée dès l'Empire romain, en Gaule vers -52 av J.-C., cette région agglomère les peuples gaulois des Ambilatres et des Pictons. En Haut-Poitou, la présence humaine est attestée sur les lieux dès l'Antiquité, les fouilles archéologiques de Champ-Persé ayant permis de mettre au jour des sépultures des IIe et IVe siècles. En 237, on trouve la première mention du changement progressif du nom de Limonum en Poitiers, la capitale.
Après le passage des Vandales, les Wisigoths, issus des Goths, entrent dans l'Empire romain lors des invasions barbares vers le Ve siècle. Ils créent le royaume wisigoth, qui durera en Poitou jusqu'en 507 la capitale provisoire d'Alaric II, roi des Wisigoths, est Poitiers. Clovis défait Alaric II et les Wisigoths à la bataille de Vouillé à l'ouest de Poitiers.
Les Francs saliens forment alors un groupe occidental, qui s'est en partie fondu dans les territoires gallo-romains au parler roman, devenant ainsi la langue d'oïl. Ils s'installent de façon certaine en Deux-Sèvres dès l'époque des Mérovingiens et jusqu'à l'île de Noirmoutier, puis, au tout début de l'époque carolingienne.
Ils exploitent les mines de Melle de 602 jusqu'à environ 995 ; situées sous la ville et aux alentours, ces mines fournissent la part la plus importante de l'argent produit dans l'Empire. Après l'ère du plomb sous Dagobert Ier et la fin des Mérovingiens avec Childéric III, les Francs utilisent alors l'argent pour leur monnaie ; deux types de monnaies d'argent y sont frappés : l'obole et le denier sous Pépin le Bref, Charlemagne avec son monogramme, Louis le Pieux, Charles le Chauve.
Le nom de « Gâtine », superficie d'à peu près le tiers central du Poitou et qui est située au nord-ouest de Melle, est directement issu de la présence des Francs saliens à cette époque, d'où l'influence du vieux-francique sur la toponymie et l'étymologie des noms de familles toujours présentes aux racines d'origine germanique, encore traduisible de nos jours, tantôt en néerlandais, tantôt en allemand.
Les Vikings (souvent appelés Normands dans la bibliographie ancienne) menés par leur chef Hasting attaquent, puis occupent à la fin du VIIIe siècle les îles du Bas-Poitou : Yeu et Noirmoutier. Ils s'en servent ensuite de bases arrière pour leurs actions, en remontant les cours des fleuves et réseaux hydrographiques de l'Ouest de la France, détruisant les monastères de Luçon et de Saint-Michel-en-l'Herm, jusqu'à piller Melle et Poitiers de 852 à 865.

La province du Poitou au XVIIIe siècle, et les communes actuelles.

Un nombre assez important de Poitevins, souvent au départ du port de La Rochelle, ont émigré vers les Antilles et La Réunion, le Québec, l'Acadie et la Louisiane, où les Acadiens sont devenus les Cajuns. Des Acadiens réfugiés du « grand dérangement » de 1755 s’installent à Belle-Île, contribuant à établir ainsi des liens importants entre le Poitou et toutes ces régions.
Sous l'Ancien Régime, la culture y est globalement la même qu'en Bas-Poitou ; région de langue d'oïl, le poitevin est la langue couramment parlée.

## Personnalités liées
Yvon Vasselot, chevalier à Rennes avant 1340, auquel la rue Vasselot de la ville doit son nom.

## Culture

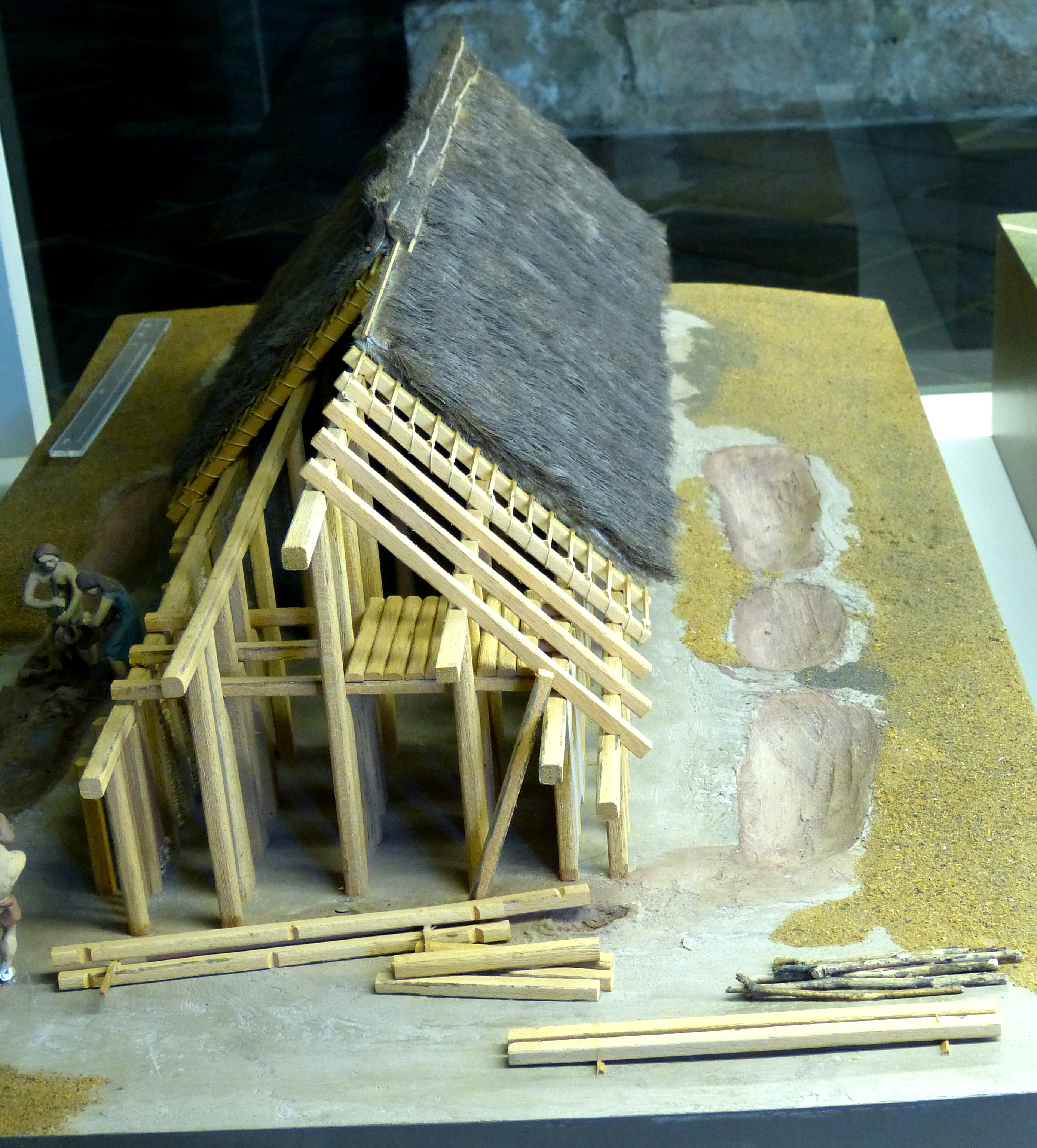
Habitat du Néolithique, au début du Ve millénaire, dans les Deux-Sèvres.

Le Haut-Poitou est aussi une appellation d'origine contrôlée (AOC) viticole, avec comme cépage principal le sauvignon en blanc et le cabernet franc en rouge et rosé.
Le Haut-Poitou est une région de danses et de musiques traditionnelles, avec les marchoises, les gâtinelles, les avant-deux, etc.